# 枋寮演武場
枋寮演武場，又稱為枋寮武德殿，是一座位於屏東縣枋寮鄉的歷史建築，為日治時期警察練武的場所，其興建於1937年，在戰後由枋寮戶政事務所使用。

## 介紹
枋寮武德殿於1937年7月16日落成，隸屬於原大日本武德會臺灣本部高雄支部潮州支所枋寮分會的演武場，為潮州郡警察課枋寮分室的警察同仁從事武術、柔道、劍道訓練的場所。當時其北側及為警察派出所，後方即為警察宿舍。
枋寮戶政事務所在2017年遷至新館，此處原本要拆除重建，後來經地方文史工作者發現其歷史後，連同枋寮武德殿北側的磚造建築（原派出所）向屏東縣文化處提報。於2017年審議後決議將枋寮武德殿登錄為屏東縣歷史建築。此建築為為南臺灣現存唯一的街庄等級演武場，仍保有原本的大跨距房頂桁架、歇山屋頂和洗石子石材。